# Laura Ufermann
Laura Ufermann (* 1. Januar 1985) ist eine deutsche Badmintonspielerin. 

## Karriere
Laura Ufermann gewann nach mehreren Medaillen im Nachwuchs- und Hochschulbereich 2010 ihr erstes Edelmetall, als sie bei den deutschen Mannschaftsmeisterschaften Dritte mit dem Team der SC Union 08 Lüdinghausen wurde. In den Jahren  2005–2012 spielte sie in der 1. Bundesliga für dieses Team. Zur Saison 2012/13 erfolgte der Wechsel zum Zweitligisten STC BW Solingen, ab der Saison 2018/19 spielte Laura Ufermann für den Zweitligisten BC Hohenlimburg. Seit der Saison 2021/22 spielt sie wieder bei ihrem Heimatverein Verberger TV in Krefeld. Der größte Erfolg ihrer Karriere ist der Gewinn der Bronzemedaille bei den Deutschen Meisterschaften O 19 im Mixed im Jahr 2013.

## Sportliche Erfolge
| Saison    | Veranstaltung                        | Disziplin   | Platz | Name                                                                              |
| --------- | ------------------------------------ | ----------- | ----- | --------------------------------------------------------------------------------- |
| 1999/2000 | Deutsche Einzelmeisterschaft U15     | Mixed       | 3     | Nyenhuis / Ufermann (West)                                                        |
| 1999/2000 | Deutsche Einzelmeisterschaft U15     | Damendoppel | 3     | Isabelle Althof / Ufermann (FC Langenfeld / West)                                 |
| 2000/2001 | Deutsche Einzelmeisterschaft U22     | Mixed       | 2     | Jens Ehlert / Laura Ufermann (SC Münster / Verberger TV)                          |
| 2001/2002 | Deutsche Einzelmeisterschaft U17     | Mixed       | 2     | Denis Nyenhuis / Laura Ufermann (1. BV Mülheim / Verberger TV)                    |
| 2001/2002 | Deutsche Einzelmeisterschaft U22     | Mixed       | 3     | Denis Nyenhuis / Laura Ufermann (1. BV Mülheim / Verberger TV)                    |
| 2002/2003 | Deutsche Einzelmeisterschaft U19     | Mixed       | 3     | Denis Nyenhuis (BV Wesel RW) / Laura Ufermann (SC Union 08 Lüdinghausen)          |
| 2002/2003 | Deutsche Einzelmeisterschaft U19     | Damendoppel | 3     | Linn Engelmann (Blau-Weis Wittorf) / Laura Ufermann (SC Union 08 Lüdinghausen)    |
| 2002/2003 | Deutsche Einzelmeisterschaft U22     | Mixed       | 1     | Christoph Clarenbach / Laura Ufermann (1. BC Beuel / SC Union 08 Lüdinghausen)    |
| 2003/2004 | Deutsche Einzelmeisterschaft U19     | Damendoppel | 2     | Laura Ufermann / Katrin Rylender (SC Union 08 Lüdinghausen / 1. BV Mülheim)       |
| 2003/2004 | Deutsche Einzelmeisterschaft U22     | Damendoppel | 1     | Sindy Krauspe / Laura Ufermann (1. BCW Hütschenhausen / SC Union 08 Lüdinghausen) |
| 2005/2006 | Deutsche Hochschulmeisterschaften    | Mixed       | 1     | Hendrik Westermeyer / Laura Ufermann (Uni Wuppertal / Uni Duisburg-Essen)         |
| 2005/2006 | Deutsche Hochschulmeisterschaften    | Damendoppel | 1     | Sindy Krauspe / Laura Ufermann (TU Kaiserslautern / Uni Duisburg-Essen)           |
| 2005/2006 | Deutsche Mannschaftsmeisterschaften  | Team        | 6     | SC Union 08 Lüdinghausen                                                          |
| 2006/2007 | Deutsche Einzelmeisterschaft U22     | Damendoppel | 2     | Laura Ufermann (SC Union 08 Lüdinghausen) / Sindy Krauspe (1. BCW Hütschenhausen) |
| 2006/2007 | Deutsche Einzelmeisterschaft U22     | Mixed       | 2     | Josche Zurwonne / Laura Ufermann (SC Union 08 Lüdinghausen)                       |
| 2006/2007 | Deutsche Hochschulmeisterschaften    | Damendoppel | 2     | Laura Ufermann / Kristina Kreibich (Uni Duisburg-Essen / WG Saarbrücken)          |
| 2006/2007 | Deutsche Mannschaftsmeisterschaften  | Team        | 6     | SC Union 08 Lüdinghausen                                                          |
| 2007/2008 | Deutsche Hochschulmeisterschaften    | Damendoppel | 1     | Laura Ufermann/Jana Bühl (Uni Duisburg-Essen/WG Braunschweig)                     |
| 2007/2008 | Deutsche Mannschaftsmeisterschaften  | Team        | 5     | SC Union 08 Lüdinghausen                                                          |
| 2008/2009 | Deutsche Mannschaftsmeisterschaften  | Team        | 6     | SC Union 08 Lüdinghausen                                                          |
| 2009/2010 | Deutsche Hochschulmeisterschaften    | Damendoppel | 1     | Laura Ufermann/Kim Buss (Uni Duisburg-Essen)                                      |
| 2009/2010 | Deutsche Hochschulmeisterschaften    | Mixed       | 3     | Laura Ufermann/Sebastian Schöttler (Uni Duisburg-Essen/WG Hamburg)                |
| 2009/2010 | Europäische Hochschulmeisterschaften | Damendoppel | 3     | Laura Ufermann/Kim Buss (Uni Duisburg-Essen)                                      |
| 2009/2010 | Deutsche Mannschaftsmeisterschaften  | Team        | 3     | SC Union 08 Lüdinghausen                                                          |
| 2010/2011 | Deutsche Hochschulmeisterschaften    | Damendoppel | 1     | Laura Ufermann/Kim Buss (Uni Duisburg-Essen)                                      |
| 2010/2011 | Deutsche Hochschulmeisterschaften    | Mixed       | 2     | Laura Ufermann/Benjamin Placzek (Uni Duisburg-Essen/WG München)                   |
| 2010/2011 | Europäische Hochschulmeisterschaften | Damendoppel | 3     | Laura Ufermann/Kim Buss (Uni Duisburg-Essen)                                      |
| 2010/2011 | Deutsche Mannschaftsmeisterschaften  | Team        | 4     | SC Union 08 Lüdinghausen                                                          |
| 2012/2013 | Deutsche Einzelmeisterschaften O 19  | Mixed       | 3     | Laura Ufermann/Denis Nyenhuis (STC BW Solingen/TV Refrath)                        |